# Apogonichthyoides pharaonis
Apogonichthyoides pharaonis är en fiskart som först beskrevs av Bellotti, 1874.  Apogonichthyoides pharaonis ingår i släktet Apogonichthyoides och familjen Apogonidae. Inga underarter finns listade i Catalogue of Life.